# Koenzym Q10
Koenzym Q10, ubikvinon eller ubikinon är en fettlöslig och vitaminlik bensokinon och ett koenzym och antioxidant som produceras av människokroppen. Det kan också erhållas från kostkällor, som kött, fisk, fröoljor, grönsaker och kosttillskott. CoQ10 finns i många organismer, både djur och bakterier. 
CoQ10 spelar en roll i mitokondriell oxidativ fosforylering, vilket hjälper till vid produktionen av adenosintrifosfat (ATP), som är involverat i energiöverföringen i celler. Strukturen av CoQ10 består av en bensokinondel och en isoprenoid sidokedja, där "10" hänvisar till antalet isoprenylkemiska underenheter i svansen.
Även om det är en allestädes närvarande molekyl i mänskliga vävnader, är CoQ10 inte ett näringsämne i kosten och har inte en rekommenderad intagsnivå, och dess användning som tillskott är inte förknippad med eller godkänd för någon hälso- eller antisjukdomseffekt.

## Biologiska funktioner
Q10 är en komponent i den mitokondriella elektrontransportkedjan (ETC), där den spelar en roll i oxidativ fosforylering, en process som krävs för biosyntesen av adenosintrifosfat, den primära energikällan för celler.
CoQ10 är en lipofil molekyl som finns i alla biologiska membran i människokroppen och fungerar som en komponent för syntesen av ATP och är en livsuppehållande kofaktor för de tre komplexen (komplex I, komplex II och komplex III) av ETC i mitokondrierna. CoQ10 har en roll i transporten av protoner över lysosomala membran för att reglera pH i lysosomfunktioner.
Den mitokondriella oxidativa fosforyleringsprocessen äger rum i det inre mitokondriella membranet hos eukaryota celler. Detta membran är mycket vikt till strukturer som kallas cristae, som ökar den tillgängliga ytan för oxidativ fosforylering. CoQ10 spelar en roll i denna process som en väsentlig kofaktor för ETC som finns i det inre mitokondriella membranet och fyller följande funktioner:
- elektrontransport i mitokondriella ETC, genom att skjuta elektroner från mitokondriella komplex som nikotinamidadenindinukleotid (NADH), ubikinonreduktas (komplex I) och succinat ubikinonreduktas (komplex II), fettsyrorna och oxidation av grenkedjiga aminosyror genom oxidation (genom flavinkopplade dehydrogenaser) till ubikinol-cytokrom-c-reduktas (komplex III) av ETC:[1][7] CoQ10 deltar i fettsyra- och glukosmetabolismen genom att överföra elektroner som genereras från reduktionen av fettsyror och glukos till elektronacceptorer,[8]
- antioxidantaktivitet som en lipidlöslig antioxidant tillsammans med vitamin E, avlägsnar reaktiva syrearter och skyddar celler mot oxidativ stress,[1][6] hämmar oxidationen av proteiner, DNA och användning av vitamin E.[1][9]

CoQ10 kan också påverka immunsvaret genom att modulera uttrycket av gener involverade i inflammation.

## Biokemi
Koenzymer Q är en koenzymfamilj som är allestädes närvarande hos djur och många Pseudomonadota, en grupp gramnegativa bakterier. Det faktum att koenzymet är allestädes närvarande ger ursprunget till dess andra namn, ubiquinon. Hos människor är den vanligaste formen av koenzymer Q koenzym Q10, även kallat CoQ10 eller ubiquinone-10.
Koenzym Q10 är en 1,4-bensokinon, där "Q" avser den kemiska kinongruppen och "10" avser antalet isoprenylkemiska subenheter i dess svans. I naturliga ubikinoner finns det från sex till tio underenheter i svansen, där människor har en svans på 10 isoprenenheter (50 kolatomer) kopplade till dess bensokinon-"huvud".
Denna familj av fettlösliga ämnen finns i alla respirerande eukaryota celler, främst i mitokondrierna. Nittiofem procent av människokroppens energi genereras på detta sätt. Organ med de högsta energikraven - som hjärta, lever och njure - har de högsta CoQ10-koncentrationerna.
Det finns tre redoxtillstånd av CoQ: helt oxiderad (ubi quinone), semi quinone (ubisemi quinone) och helt reducerad (ubiquinol). Denna molekyls förmåga att fungera som en tvåelektronbärare (som rör sig mellan kinon- och kinolformen) och en enelektronbärare (som rör sig mellan semikinonen och en av dessa andra former) är central för dess roll i elektrontransportkedjan på grund av järn-svavelklustren som bara kan ta emot en elektron åt gången och som en antioxidant som tar bort fria radikaler.

## Brist
Det finns två huvudvägar för brist på CoQ10 hos människor: minskad biosyntes och ökad användning av kroppen. Biosyntes är den huvudsakliga källan till CoQ10. Biosyntes kräver minst 15 gener, och mutationer i någon av dem kan orsaka CoQ-brist. CoQ10-nivåer kan också påverkas av andra genetiska defekter (som mutationer av mitokondrie-DNA, ETFDH , APTX , FXN och BRAF , gener som inte är direkt relaterade till CoQ10-biosyntesprocessen). Vissa av dessa, som mutationer i COQ6, kan leda till allvarliga sjukdomar som steroidresistent nefrotiskt syndrom med sensorineural dövhet.

## Biosyntes
Biosyntes sker i de flesta mänskliga vävnader. Det finns tre huvudsteg:
1. Skapande av bensokinonstrukturen (med användning av fenylalanin eller tyrosin, via 4-hydroxibensoat )
2. Skapande av isoprensidokedjan (med acetyl-CoA )
3. Sammanfogningen eller kondenseringen av ovanstående två strukturer

De första två reaktionerna inträffar i mitokondrier, det endoplasmatiska retikulumet och peroxisomer, vilket anger flera syntesställen i djurceller.
Ett viktigt enzym i denna väg är HMG-CoA-reduktas, vanligtvis ett mål för intervention vid kardiovaskulära komplikationer. "Statin"-familjen av kolesterolsänkande mediciner hämmar HMG-CoA-reduktas. En möjlig biverkning av statiner är minskad produktion av CoQ10, vilket kan vara kopplat till utvecklingen av myopati och rabdomyolys. Rollen statiner spelar vid CoQ-brist är dock kontroversiell. Även om statiner minskar blodnivåerna av CoQ, saknas studier om effekterna av muskelnivåer av CoQ. CoQ-tillskott minskar inte heller biverkningar av statinläkemedel.

## Kosttillskott
Även om det varken är ett receptbelagt läkemedel eller ett väsentligt näringsämne , används CoQ10 vanligtvis som ett kosttillskott i syfte att förebygga eller förbättra sjukdomstillstånd, såsom hjärt-kärlsjukdomar. CoQ10 produceras naturligt av kroppen och spelar en avgörande roll för celltillväxt och skydd. Trots dess betydande roll i kroppen, används det inte som läkemedel för behandling av någon specifik sjukdom. 
Ändå är CoQ10 allmänt tillgänglig som ett receptfritt kosttillskott och rekommenderas av vissa sjukvårdspersonal, trots brist på definitiva vetenskapliga bevis som stödjer dessa rekommendationer, speciellt när det gäller hjärt-kärlsjukdomar.

## Skadliga effekter och försiktighetsåtgärder
I allmänhet tolereras oralt CoQ10-tillskott väl. De vanligaste biverkningarna är gastrointestinala symtom (illamående, kräkningar, aptitnedsättning och buksmärtor), utslag och huvudvärk. Vissa biverkningar, till stor del gastrointestinala, rapporteras vid intag. Doser på 100–300 mg per dag kan inducera sömnlöshet eller höja leverenzymer. Den observerade riskbedömningsmetoden på säker nivå visade att bevisen för säkerhet är godtagbara vid intag upp till 1200 mg per dag.
Användning av CoQ10-tillskott rekommenderas inte till personer med lever- eller njursjukdom, under graviditet eller amning, eller till äldre.

## Potentiella läkemedelsinteraktioner
CoQ10 taget som en farmakologisk substans har potential att hämma effekterna av teofyllin såväl som det antikoagulerande medlet warfarin och kan störa dess verkan genom att interagera med cytokrom p450-enzymer och därigenom minska INR, ett mått på blodkoagulering. Strukturen hos CoQ10 liknar den hos vitamin K, som konkurrerar med och motverkar warfarins antikoagulerande effekter. CoQ10 rekommenderas inte till personer som tar warfarin på grund av den ökade risken för koagulering.

## Historik
År 1950 isolerades en liten mängd CoQ10 från slemhinnan i en hästs tarm, en förening som ursprungligen kallades substans SA, men som senare ansågs vara kinon som finns i många djurvävnader. År 1957 isolerades samma förening från mitokondriella membran av nötdjurshjärta, med forskning som visade att den transporterade elektroner inom mitokondrier. Den kallades Q-275 som kinon. Q-275/substans SA döptes senare om till ubiquinon eftersom det var en allestädes närvarande kinon som fanns i alla djurvävnader. År 1958 rapporterades dess fullständiga kemiska struktur. Ubiquinon kallades senare antingen mitokinon eller koenzym Q på grund av dess deltagande i den mitokondriella elektrontransportkedjan. År 1966 rapporterade en studie att reducerad CoQ6  var en effektiv antioxidant i celler.